# Felix Werder
Felix Werder, AM (24. února 1922 Berlín, Německo – 3. května 2012 Melbourne, Austrálie) byl australský hudební skladatel. Jeho otec byl skladatel Boaz Bischofswerder. Z Německa se odstěhoval v roce 1935 do Anglie, kde začal studovat. V roce 1940 se přestěhoval do Austrálie.

## Život
Felix Werder se narodil 24. února 1922 v Berlíně jako Felix Bischofswerder. Byl synem skladatele Boaze Bischofswerdera, který byl příslušníkem Schoenbergova okruhu. Studoval v Londýně, ale v roce 1940 s ohledem na svůj židovský původ uprchl i se svým otcem před nacistickou perzekucí do Austrálie.
Při příjezdu do Austrálie byl do konce Druhé světové války internován v internačním táboře v Tatuře. Během této doby zkomponoval velké množství vlastních skladeb ale také imitací hudby sedmnáctého a osmnáctého století, neboť v táboře byla sice řada hudebníků, ale nedostatek notového materiálu. V roce 1943 napsal svou první symfonii.
Po skončení války již v Austrálii zůstal. Žil v Melbourne a od roku 1956 přednášel hudbu v kurzech pro vzdělávání dospělých. V letech 1960–1977 působil jako hudební kritik a v rozhlase uváděl pořady o soudobé hudbě. Vedl kurzy elektronické hudby a zvukové syntézy.
Felix Werder zemřel dne 3. května 2012 v Melbourne ve věku 90 let.

## Ocenění
- Member of the Order of Australia in 1976
- Stamitz Performance Prize (1984)
- Australia Council Fellowship (1986)
- Dona Banks Music Award (1986)
- Arts Guild of Germany Composition Prize
- Stamitz Prize (1988)
- čestný doktorát University of Melbourne (2002)
- APRA Award za celoživotní dílo (2004)

## Dílo
Hudbu Felixe Werdera hluboce ovlivnilo německé a židovské dědictví. Od svých osmi let pracoval pro svého otce a židovské liturgické partitury a přes moderní výraz zůstala v jeho dílech patrná silná hudební tradice. Byl velmi plodným skladatelem. Zkomponoval více než 230 skladeb .

## Opery
- Kisses for a Quid (1961)
- The General (1966)
- Agamemnon (1967)
- The Affair (1969)
- Private (1969)
- The Vicious Square (1971)
- The Conversion (1973)